# Paul Reedy
Paul Edward Reedy (Robinvale, 21 de enero de 1961) es un deportista australiano que compitió en remo.
Participó en dos Juegos Olímpicos de Verano, obteniendo una medalla de plata en Los Ángeles 1984, en la prueba de cuatro scull, y el quinto lugar en Seúl 1988, en la misma prueba. Ganó una medalla de bronce en el Campeonato Mundial de Remo de 1990, en el doble scull.

## Palmarés internacional
| Juegos Olímpicos   | Juegos Olímpicos             | Juegos Olímpicos  | Juegos Olímpicos |
| Año                | Lugar                        | Medalla           | Prueba           |
| ------------------ | ---------------------------- | ----------------- | ---------------- |
| 1984               | Los Ángeles (Estados Unidos) | Medalla de plata  | Cuatro scull     |
| Campeonato Mundial |                              |                   |                  |
| Año                | Lugar                        | Medalla           | Prueba           |
| 1990               | Tasmania (Australia)         | Medalla de bronce | Doble scull      |